# Pietro 1. Orseolo
Pietro 1. Orseolo (928–987) var doge i Venedig fra 976 til 978. Han er en katolsk helgen. Han blev født nær Udine i en af de mest magtfulde familier i Venedig. Som tyveårig blev han udnævnt til leder af den venetianske flåde, han udmærkede sig som soldat og gennemførte vellykkede felttog mod de dalmatiske pirater. Han var også ivrig katolik.
I 976 blev den regerende doge, Pietro 4. Candiano, dræbt under en revolution som brød ud i protest mod hans forsøg på at etablere et venetiansk monarki. Ifølge et udsagn fra Petrus Damiani, var det Orseolo, som havde anført en konspiration mod Candiano. Dette udsagn kan imidlertid ikke bekræftes. Pietro blev valgt som hans efterfølger.
Som doge udviste Pietro et betydeligt talent ved at genoprette roen i det uroplagede Venedig og viste bemærkelsesværdig generøsitet i behandlingen af sin forgængers enke. Han byggede hospitaler og tog sig af enker, forældreløse og pilgrimme. Af egen lomme indledte han genopbygningen af Markuskirken og dogepaladset, som var ødelagt under revolutionen med en stor del af byen. To år senere, den 1. september 978, forlod han byen tilsyneladende uden at sige det til nogen - end ikke kone og børn. Han tog afsted sammen med abbed Guarin og tre andre venetianere (hvor af den ene var St. Romuald) for at slutte sig til benediktiner (nu Cistercienser) klosteret Saint-Michel-de-Cuxa (catalansk: Sant Miquel de Cuixà) i Prades (catalansk: Prada), i Sydfrankrig.
Her levede han i stor askese, mens han fortrinsvis udførte de mest trivielle opgaver. Der er noget der tyder på, at han havde overvejet det i nogen tid. Hans eneste kontakt med Venedig gik ud på at belære sin søn Otto (som blev doge i 1008) om et sandt kristent liv. Efter nogle år som munk i klosteret, formentlig med opmuntring fra Sankt Romuald (som senere grundlagde Camaldolese-grenen af Benedictinerne), forlod Orseolo klosteret for at blive en eremit i de omkringliggende skove, et kald han fulgte i syv år til sin død. Han ligger begravet i kirken i Prades.

## Helgen
40 år efter hans død blev han helgenkåret af den lokale biskop. Han æres som helgen af den katolske kirke, hvor pave Clemens 12. bekræftede hans helgenstatus i 1731 og fastlagde hans helgendag til 14. januar. Kalenderreformen efter Det andet Vatikankoncil ændrede datoen til 10. januar - hans dødsdag.

## Eksterne kilder
- Peter Urseolus i Catholic Encyclopedia
- San Pietro Orseolo (Urseolo) (italiensk)